# Андрій Критський
Андрі́й Кри́тський (грец. Ανδρέας Κρήτης; бл. 680—712/726/740) — архієпископ міста Гортіна на грецькому острові Крит, родом із Сирії, творець християнських гімнів і богослов часів Візантії, християнський святий.

## Життєпис

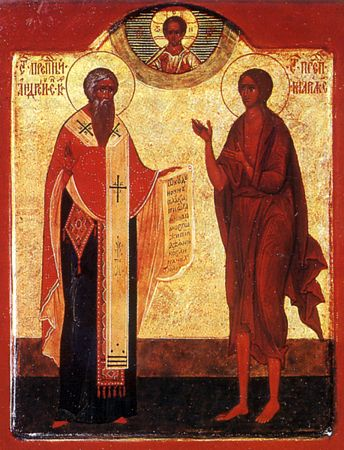
Святий Андрій Критський та Свята Марія Єгипетська

Андрій Критський народився в Дамаску в християнській родині. Згідно з його житієм, він був німим від народження до семирічного віку, коли дивним чином зцілився, прийнявши причастя. З цього часу він починає вивчати Святе Письмо і богословські науки. У віці 14 років Андрій вступив до монастиря преподобного Сави Освяченого біля Єрусалима, де швидко заслужив повагу, ведучи суворе чернече життя. Андрій Критський пізніше був призначений архідияконом і спеціальним посланником патріарха Єрусалимського на VI Вселенському соборі. На соборі Андрій успішно протистояв єретичним вченням, виявляючи не тільки всебічну освіченість і глибоке знання догматів Церкви, а й високий дух благочестя. Незабаром після собору він був відкликаний з Єрусалиму в Константинополь і поставлений архідияконом при церкві Святої Софії.
Під час правління імператора Юстиніана II Андрій був висвячений в архієпископа міста Гортіни на Криті. Тут він розкривається як проповідник і поет. Проповіді Андрія Критського відрізняються високим стилем і гармонійної фразою, що дозволяє говорити про нього як про одного з видатних церковних ораторів Візантійської епохи.
Чотирнадцятилітнім він віддалився до Єрусалиму, де й прийняв постриження в обителі преподобного Сави Освяченого. Святий Андрій проводив строге, цнотливе життя, був покірливий, стриманий, — усі дивувалися з його чесноти й розуму.
У 680 році містоблюститель Єрусалимської патріаршої кафедри Теодор включив архідиякона Андрія в число представників Святого Міста на VI Вселенському Соборі.
За правління імператора Юстиніана II (685-695) святого Андрія було рукопокладено на архієпископа міста Гортіни на острові Крит. На новому місці він проявив себе як істинний світильник Церкви, великий ієрарх-богослов, вчитель і творець християнських гімнів.
Помер у м. Ересос на острові Лесбос.

## Вшанування
- Пам'ять — 4 липня